# Seksan Chaothonglang
Seksan Chaothonglang (Thai: เสกสันต์ ชาวทองหลาง; * 10. September 1983 in Khon Kaen) ist ein ehemaliger thailändischer Fußballspieler.

## Karriere
Seinen ersten Vertrag unterschrieb Seksan Chaothonglang 2009 beim damaligen Erstligisten Navy FC in Sattahip.
2015 wurde er an den Zweitligisten PT Prachuap FC nach Prachuap ausgeliehen.
Am 21. Februar 2017 wurde Seksan Chaothonglang wegen Spielmanipulationen in mehreren Ligaspielen angeklagt. Er wurde von der königlichen thailändischen Polizei festgenommen und lebenslang vom Fußball gesperrt.